# Пир во время чумы (опера)
«Пир во время чумы» ― опера в одном действии русского композитора Цезаря Кюи, написанная в 1900 году по его собственному либретто, основанном на одноимённой пьесе Александра Пушкина ― одной из четырёх «маленьких трагедий» поэта.

## Сочинение и постановка
За десятилетие до сочинения оперы Кюи написал и опубликовал две песни, которые затем были включены в оперу ― «Песнь Мери» и «Гимн Вальсингама». Хотя по своей сути произведение является оперой, сам композитор назвал его «драматической сценой». Премьера оперы состоялась 11 ноября 1901 года (по старому стилю) в Москве в Новом театре. Хотя «Пир» так и не стал частью стандартного репертуара, он был возрождён столетие спустя Пермским театром оперы и балета имени П. И. Чайковского в 1999 году в рамках празднования двухсотлетия со дня рождения Пушкина. В Перми были представлены все четыре оперные постановки по мотивам его «Маленьких трагедий»:«Каменный гость» А.С. Даргомыжского, «Моцарт и Сальери» Н. Римского-Корсакова и «Скупой рыцарь» Рахманинова.
В США премьера оперы состоялась 14 октября 2009 года в Малом оперном театре в Нью-Йорке. Режиссёр ― Филиппа Шнейдман.
Аудиозапись оперы была выпущена лейблом Chandos в 2004 году с участием Российского государственного симфонического оркестра под управлением Валерия Полянского.

## Персонажи
- Председатель (Вальсингам): баритон
- Молодой человек: тенор
- Священник: бас
- Мери: меццо-сопрано
- Луиза: сопрано
- Негр: (роль без слов)
- Пирующие мужчины и женщины: хор

Место действия: Лондон, 1665 год, терраса дома.

## Сюжет
В разгар праздника Молодой человек призывает всех вспомнить и поднять тост за одного из своих друзей, который недавно умер от чумы. Вальсингам (Председатель), однако, останавливает их и вместо этого призывает к минуте молчания. Затем он просит Мери спеть что-то грустное, прежде чем веселье возобновится. Он тронут её песней, но Луиза думает, что Мери просто играет на его эмоциях.
Циничная тирада Луизы прерывается скрипом проезжающей мимо телеги с мертвецами. Она теряет сознание; когда она приходит в себя, она говорит, что ей снился сон, в котором дьявол тянет её в эту тележку. Молодой человек пытается подбодрить её и просит Вальсингама спеть что-нибудь в честь чумы.
Когда Вальсингам заканчивает петь свой гимн, входит Священник, упрекает всех в кощунстве и просит всех разойтись. Когда Священник пытается устыдить Вальсингама, вспоминая недавно умершую мать и жену последнего, Вальсингам отсылает Священника прочь, а затем остается погруженным в свои мысли. Все возвращаются к трапезе, на мгновение прерванные отдалёнными звуками похоронной процессии.